# Thế kỷ 33 TCN
Thế kỷ 33 TCN là một thế kỉ kéo dài từ năm 3300 TCN đến 3201 TCN.

## Sự kiện

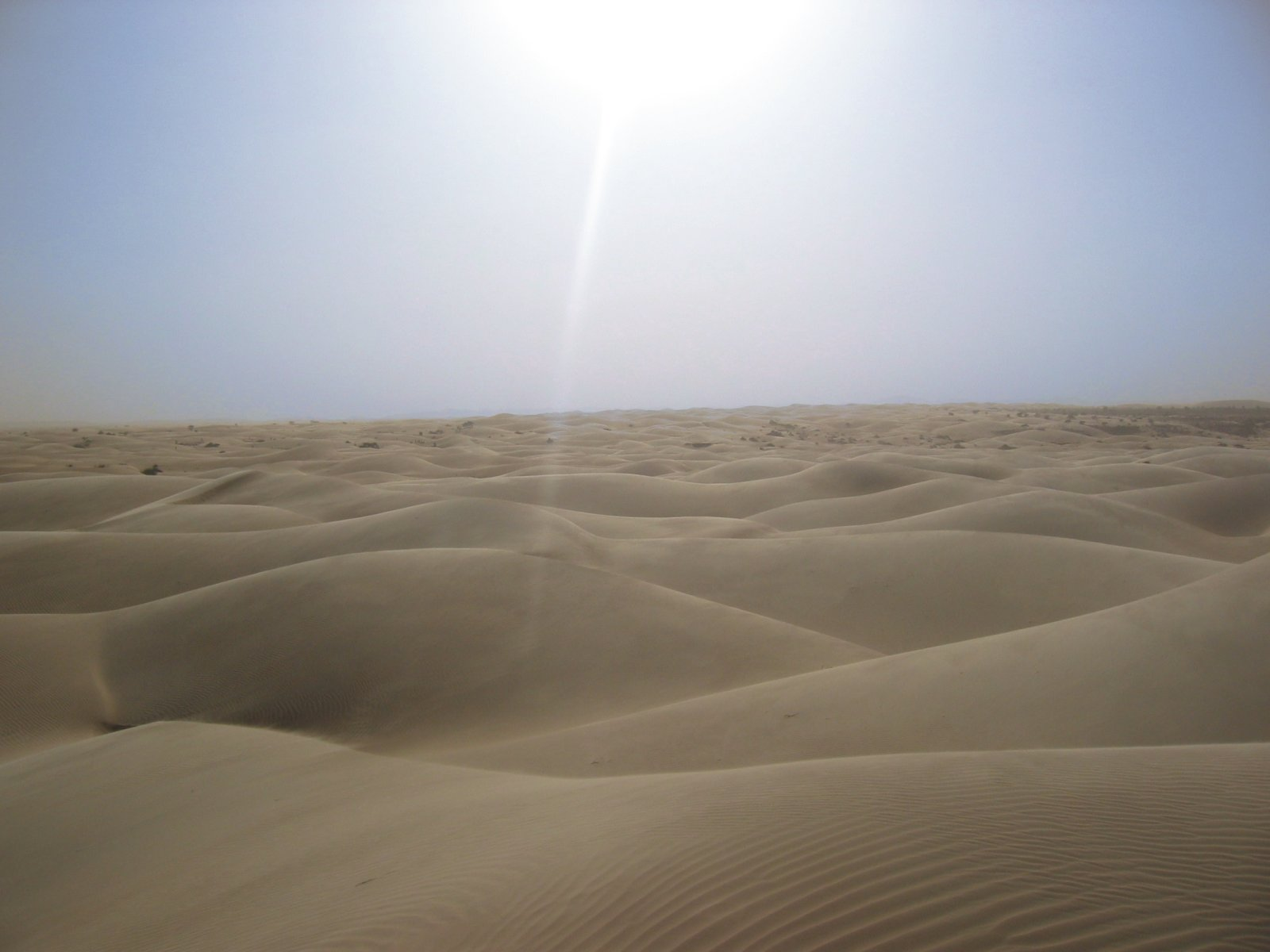
Mặt trời chiếu sáng trên cồn cát Sahara

- Sự thay đổi khí hậu có thể do sự hoạt động của Mặt trời. Sông băng mở rộng, bao phủ thực vật. Nhiệt độ khí quyển giảm xuống.
- Sahara biến đổi từ một nơi sinh sống được thành sa mạc cằn cỗi.
- Ai Cập cổ đại bắt đầu sử dụng đất sét, xương và ngà voi để dán nhãn hộp, có thể là một ví dụ về chữ viết proto.